# Ben Woollaston
Benjamin Michael „Ben“ Woollaston (* 14. Mai 1987 in Leicester, England) ist ein englischer Snookerspieler.

## Karriere
Woollaston qualifizierte sich zur Snooker-Saison 2004/05 über die Endwertung der Challenge Tour 2003/04 erstmals für die Main Tour, konnte seinen Status als Profi jedoch nicht behaupten. Mit dem Gewinn der U19-Europameisterschaft 2009 qualifizierte er sich 2006/07 erneut für die Main Tour. Auch im zweiten Anlauf sammelte er nicht genügend Weltranglistenpunkte, um sich sportlich für die nächste Saison zu qualifizieren. Dank einer Wildcard konnte er trotzdem 2007/08 seine dritte Profisaison absolvieren. Sein bestes Ergebnis erzielte er dann 2008 bei den Welsh Open, als er erst in der Runde der Letzten 32 gegen Stephen Hendry scheiterte. Am Ende der Saison verlor er erneut seinen Status als Main-Tour-Spieler.
Für die Saison 2009/10 qualifizierte er sich über die Pontin’s International Open Series. Zwar erreichte Woollaston seitdem keine Endrunde eines Ranglistenturniers mehr, er konnte sich aber mit konstant guten Leistungen in den Qualifikationsrunden und der seit 2010 eingeführten Players Tour Championship auf der Main Tour halten. 2011 gewann er beim PTC–Event 3 mit einem 4:2-Finalsieg über Graeme Dott sein erstes Profiturnier.
Bei der Players Tour Championship 2012/13 erreichte er die Grand Finals. Erst im Viertelfinale schied er gegen Kurt Maflin aus, was bis dahin sein bestes Ergebnis bei einem Weltranglistenturnier war.
Am 12. Dezember 2014 erzielte Woollaston bei den Lisbon Open sein erstes Maximum Break; es war das 110. offizielle Turnierbreak von 147 Punkten in der Snookergeschichte.
Bei den Welsh Open 2015 gelang Woollaston dann erstmals der Einzug in das Finale eines vollwertigen Weltranglistenturniers, zuvor schlug er Top-16-Spieler wie Mark Allen und Ali Carter. Auch wenn er das Endspiel gegen John Higgins klar verlor, bedeutete es seinen größten Turniererfolg. In der Saison 2015/16 erreichte er unter anderem bei den Welsh Open und dem PTC-Finale das Viertelfinale und stieg bis auf Platz 25 in der Weltrangliste.

## Privates
Woollaston ist seit Juni 2011 mit Tatiana Tarchila, einer belarussischen Snookerschiedsrichterin, verheiratet. Sie lernten sich 2010 beim Paul Hunter Classic kennen.

## Erfolge
- 2006: EBSA European Under-19-Championship (Sieger)
- 2011: Players Tour Championship 2011/12 – Event 3 (Sieger)